# 油山観光道路
油山観光道路（、ローマ字表記: Aburayama-kankō Dōro）は、福岡県福岡市中央区六本松四丁目にある六本松西交差点から城南区大字片江106番1にある片江山展望台（油山）にかけて延びる延長6.9キロメートルの道路に付けられた福岡市道路愛称。

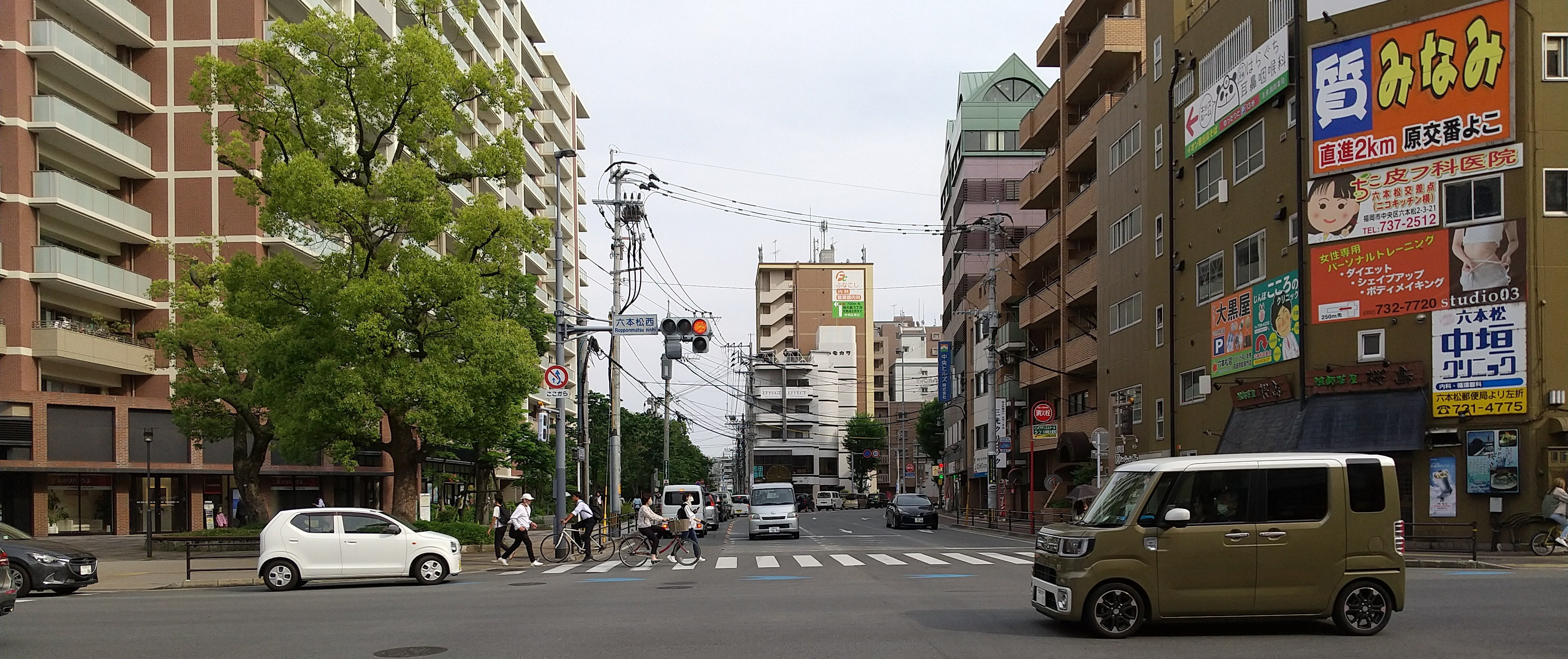
六本松西交差点より南の眺望

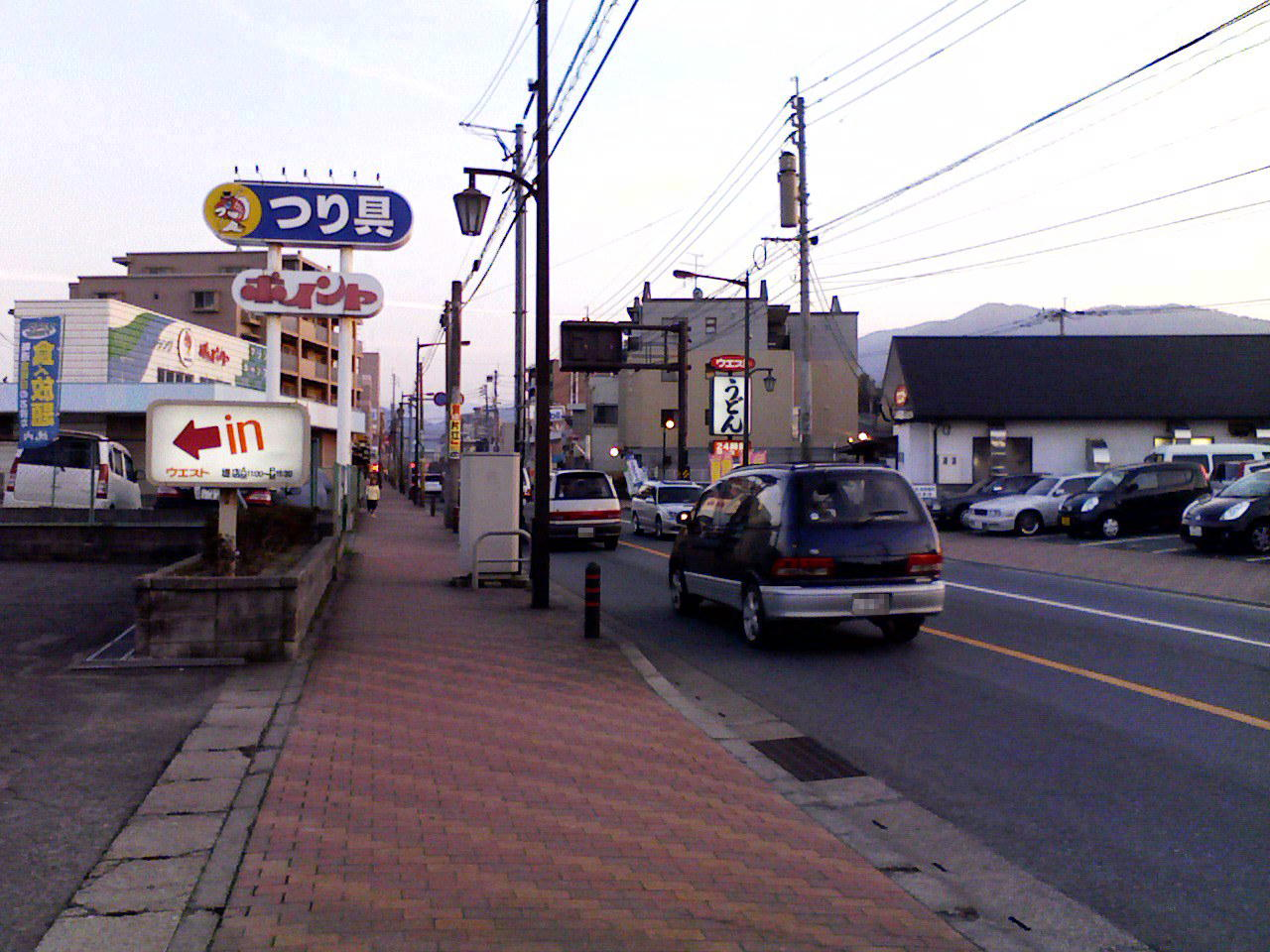
福岡市城南区堤付近から油山方面を撮影

1994年、ユニバーシアード福岡大会開催記念として市が正式に制定した愛称である（ユニバーシアード開催以前より愛称自体はあった）。市街地から行楽スポットである油山へ通じる道路であることが由来。

## 正式名称
以下のようになっている。
- 六本松西交差点 - 下堤交差点：市道大濠東油山線
- 六本松四丁目南交差点 - 梅光園三丁目交差点：市道博多駅鳥飼線[注釈 1]
- 下堤交差点 - 油山団地東口交差点：福岡県道557号東油山唐人線
- 油山団地東口交差点 - 東油山：市道東油山西山田線
- 東油山 - 片江山展望台：市道片江山展望台1号線

## 路線概説
六本松・油山団地間は南北方向に伸びている。六本松・下堤間は福岡県道557号東油山唐人線から100 - 200m東側に離れて並行し、下堤交差点で県道557号線と合流する。中央区内は道幅も広く、交通量も多いが、城南区に入ると徐々に道幅が狭くなる。
油山団地まではほとんどカーブがなく、ほぼ平坦で直線的であるが、城南区南部の油山団地を抜けると油山に入り、山道になる。終点の片江展望台で行き止まりになる。
並行する県道557号線に比べて道幅が広く、直線的で距離が短いため交通量は多い。特に南行き車線（油山方面）は1車線であるため、日中とくに夕方ラッシュ時の渋滞は慢性化している。
公共交通としては六本松・油山団地間を西鉄バスの路線が通っており、これが沿道地域のほぼ唯一の公共交通手段となっている。本道路の約1.5km西側には城南学園通りがほぼ平行しており、その地下を地下鉄七隈線（別府-梅林間）が通っている。

## 接続する道路
- 国道202号
  - 福岡外環状道路
- 福岡県道557号東油山唐人線
- 福岡県道49号大野城二丈線

## 沿道の施設等
油山団地以北の沿道は市街地となっている。

### 中央区
- 九州大学六本松キャンパス跡地
- 福岡市立友泉中学校
- イオンスタイル笹丘

### 城南区
- 城南市民プール
- 福岡市立博多工業高等学校
- 油山観音正覚寺
- 油山